# 2017 Wesson
Wesson (asteroide 2017) é um asteroide da cintura principal, a 1,833831 UA. Possui uma excentricidade de 0,1856156 e um período orbital de 1 234,21 dias (3,38 anos).
Wesson tem uma velocidade orbital média de 19,84850567 km/s e uma inclinação de 4,86046º.
Esse asteroide foi descoberto em 20 de Setembro de 1903 por Max Wolf.